# Parohia Claiborne, Louisiana
Parohia Claiborne (în engleză Claiborne Parish) este o parohie (echivalent al unui comitat) din statul Louisiana, Statele Unite ale Americii.